# Contea di Loving
La contea di Loving (in inglese Loving County) è una contea dello Stato del Texas, negli Stati Uniti. La popolazione al censimento nazionale del 2020 era di 64 abitanti. Il capoluogo di contea è Mentone. 
È la contea meno popolata di tutta la nazione statunitense. È stata creata originariamente nel 1887, per poi essere disorganizzata e riorganizzata nel 1931.

## Geografia fisica
| Anno | Popolazione | ±%       |
| ---- | ----------- | -------- |
| 1890 | 3           | Note:    |
| 1900 | 33          | 1,000.0% |
| 1910 | 249         | 654.5%   |
| 1920 | 82          | −67.1%   |
| 1930 | 195         | 137.8%   |
| 1940 | 285         | 46.2%    |
| 1950 | 227         | −20.4%   |
| 1960 | 226         | −0.4%    |
| 1970 | 164         | −27.4%   |
| 1980 | 91          | −44.5%   |
| 1990 | 107         | 17.6%    |
| 2000 | 67          | −37.4%   |
| 2010 | 82          | 22.4%    |
| 2020 | 64          | -22.0%   |

Secondo l'Ufficio del censimento degli Stati Uniti d'America la contea ha un'area totale di 677 miglia quadre (1 750 km²), di cui 669 miglia quadre (1 730 km²) sono terra, mentre 7,8 miglia quadrate (20 km², corrispondenti all'1,1% del territorio) sono costituiti dall'acqua.
Il territorio è costituito in gran parte da un altopiano desertico del Permiano (Permian Basin), costituito da deposizioni argilloso-sabbiose ricche di sali e di composti minerali, il territorio è costellato da oltre 650 pozzi petroliferi, molti di questi sono esauriti.

### Strade principali
- State Highway 302
- Ranch to Market Road 652

### Contee adiacenti
- Lea County, Nuovo Messico (nord)
- Winkler County (est)
- Ward County (sud-est)
- Reeves County (sud-ovest)
- Eddy County, Nuovo Messico (nord-ovest)

## Nella cultura di massa
Loving County è il nome di una canzone scritta e interpretata da Charlie Robison. Appare nel suo album del 1998 Life of the Party.